# Bariljevo
Barilevë en albanais et Bariljevo en serbe latin (en serbe cyrillique : Бариљево) est une localité du Kosovo située dans la commune/municipalité de Pristina, district de Pristina (Kosovo) ou district de Kosovo (Serbie). Selon le recensement kosovar de 2011, elle compte 2 212 habitants.

## Histoire
Sur le territoire du village se trouve un site archéologique dont les vestiges remontent au Néolithique ; il est proposé pour une inscription sur la liste des monuments culturels du Kosovo.

## Démographie

### Évolution historique de la population dans la localité
| 1948 | 1953 | 1961  | 1971  | 1981  | 1991  | 2011  |
| ---- | ---- | ----- | ----- | ----- | ----- | ----- |
| 802  | 921  | 1 056 | 1 374 | 1 780 | 2 070 | 2 212 |

|  |

### Répartition de la population par nationalités (2011)
En 2011, les Albanais représentaient 99,91 % de la population.